# Tetraphyllum bengalense
Tetraphyllum bengalense är en tvåhjärtbladig växtart som beskrevs av Charles Baron Clarke. Tetraphyllum bengalense ingår i släktet Tetraphyllum och familjen Gesneriaceae. Inga underarter finns listade i Catalogue of Life.